# Adrián Vallés Iñarrea
Adrián Vallés Iñarrea (Pamplona, Navarra, 16 de marzo de 1995) es un atleta español especializado en salto con pértiga.

## Trayectoria deportiva
Ha participado en los Campeonatos Mundiales de Pekín 2015 y Londres 2017, sin alcanzar la final en ninguno de ellos. Sí alcanzó la final en el Campeonato Europeo de Atletismo de 2016, donde acabó undécimo.
En categorías inferiores fue medalla de bronce en los Campeonato de Europa Sub-23 en 2015 y 2017.
Su mejor marca es de 5,70 m, conseguidos en Landau (Alemania) el 28 de junio de 2017.

## Resultados internacionales
| Representando a España en salto con pértiga \| Año \| Competición \| Sede \| Puesto \| Marca \| \| ---- \| ------------------------------ \| --------- \| ----------------- \| ------ \| \| 2013 \| Campeonato Europeo Junior \| Rieti \| 19.º (c.) \| 4.60 m \| \| 2014 \| Campeonato Mundial Junior \| Eugene \| 17.º (c.) \| 5.10 m \| \| 2015 \| Campeonato Europeo Sub-23 \| Tallin \| Medalla de bronce \| 5.50 m \| \| 2015 \| Campeonato Mundial \| Pekín \| 31.º (c.) \| 5.40 m \| \| 2016 \| Campeonato Europeo \| Ámsterdam \| 11.º \| 5.30 m \| \| 2017 \| Campeonato Europeo Sub-23 \| Bydgoszcz \| Medalla de bronce \| 5.50 m \| \| 2017 \| Campeonato Mundial \| Londres \| 16.º (c.) \| 5.60 m \| \| 2018 \| Campeonato Europeo \| Berlín \| -- (c.) \| SM \| \| 2019 \| Campeonato Europeo por Equipos \| Bydgoszcz \| 7.º \| 5.46 m \| | Representando a España en salto con pértiga \| Año \| Competición \| Sede \| Puesto \| Marca \| \| ---- \| ------------------------------ \| --------- \| ----------------- \| ------ \| \| 2013 \| Campeonato Europeo Junior \| Rieti \| 19.º (c.) \| 4.60 m \| \| 2014 \| Campeonato Mundial Junior \| Eugene \| 17.º (c.) \| 5.10 m \| \| 2015 \| Campeonato Europeo Sub-23 \| Tallin \| Medalla de bronce \| 5.50 m \| \| 2015 \| Campeonato Mundial \| Pekín \| 31.º (c.) \| 5.40 m \| \| 2016 \| Campeonato Europeo \| Ámsterdam \| 11.º \| 5.30 m \| \| 2017 \| Campeonato Europeo Sub-23 \| Bydgoszcz \| Medalla de bronce \| 5.50 m \| \| 2017 \| Campeonato Mundial \| Londres \| 16.º (c.) \| 5.60 m \| \| 2018 \| Campeonato Europeo \| Berlín \| -- (c.) \| SM \| \| 2019 \| Campeonato Europeo por Equipos \| Bydgoszcz \| 7.º \| 5.46 m \| | Representando a España en salto con pértiga \| Año \| Competición \| Sede \| Puesto \| Marca \| \| ---- \| ------------------------------ \| --------- \| ----------------- \| ------ \| \| 2013 \| Campeonato Europeo Junior \| Rieti \| 19.º (c.) \| 4.60 m \| \| 2014 \| Campeonato Mundial Junior \| Eugene \| 17.º (c.) \| 5.10 m \| \| 2015 \| Campeonato Europeo Sub-23 \| Tallin \| Medalla de bronce \| 5.50 m \| \| 2015 \| Campeonato Mundial \| Pekín \| 31.º (c.) \| 5.40 m \| \| 2016 \| Campeonato Europeo \| Ámsterdam \| 11.º \| 5.30 m \| \| 2017 \| Campeonato Europeo Sub-23 \| Bydgoszcz \| Medalla de bronce \| 5.50 m \| \| 2017 \| Campeonato Mundial \| Londres \| 16.º (c.) \| 5.60 m \| \| 2018 \| Campeonato Europeo \| Berlín \| -- (c.) \| SM \| \| 2019 \| Campeonato Europeo por Equipos \| Bydgoszcz \| 7.º \| 5.46 m \| | Representando a España en salto con pértiga \| Año \| Competición \| Sede \| Puesto \| Marca \| \| ---- \| ------------------------------ \| --------- \| ----------------- \| ------ \| \| 2013 \| Campeonato Europeo Junior \| Rieti \| 19.º (c.) \| 4.60 m \| \| 2014 \| Campeonato Mundial Junior \| Eugene \| 17.º (c.) \| 5.10 m \| \| 2015 \| Campeonato Europeo Sub-23 \| Tallin \| Medalla de bronce \| 5.50 m \| \| 2015 \| Campeonato Mundial \| Pekín \| 31.º (c.) \| 5.40 m \| \| 2016 \| Campeonato Europeo \| Ámsterdam \| 11.º \| 5.30 m \| \| 2017 \| Campeonato Europeo Sub-23 \| Bydgoszcz \| Medalla de bronce \| 5.50 m \| \| 2017 \| Campeonato Mundial \| Londres \| 16.º (c.) \| 5.60 m \| \| 2018 \| Campeonato Europeo \| Berlín \| -- (c.) \| SM \| \| 2019 \| Campeonato Europeo por Equipos \| Bydgoszcz \| 7.º \| 5.46 m \| | Representando a España en salto con pértiga \| Año \| Competición \| Sede \| Puesto \| Marca \| \| ---- \| ------------------------------ \| --------- \| ----------------- \| ------ \| \| 2013 \| Campeonato Europeo Junior \| Rieti \| 19.º (c.) \| 4.60 m \| \| 2014 \| Campeonato Mundial Junior \| Eugene \| 17.º (c.) \| 5.10 m \| \| 2015 \| Campeonato Europeo Sub-23 \| Tallin \| Medalla de bronce \| 5.50 m \| \| 2015 \| Campeonato Mundial \| Pekín \| 31.º (c.) \| 5.40 m \| \| 2016 \| Campeonato Europeo \| Ámsterdam \| 11.º \| 5.30 m \| \| 2017 \| Campeonato Europeo Sub-23 \| Bydgoszcz \| Medalla de bronce \| 5.50 m \| \| 2017 \| Campeonato Mundial \| Londres \| 16.º (c.) \| 5.60 m \| \| 2018 \| Campeonato Europeo \| Berlín \| -- (c.) \| SM \| \| 2019 \| Campeonato Europeo por Equipos \| Bydgoszcz \| 7.º \| 5.46 m \| |
| Año | Competición | Sede | Puesto | Marca |
| --- | --- | --- | --- | --- |
| 2013 | Campeonato Europeo Junior | Rieti | 19.º (c.) | 4.60 m |
| 2014 | Campeonato Mundial Junior | Eugene | 17.º (c.) | 5.10 m |
| 2015 | Campeonato Europeo Sub-23 | Tallin | Medalla de bronce | 5.50 m |
| 2015 | Campeonato Mundial | Pekín | 31.º (c.) | 5.40 m |
| 2016 | Campeonato Europeo | Ámsterdam | 11.º | 5.30 m |
| 2017 | Campeonato Europeo Sub-23 | Bydgoszcz | Medalla de bronce | 5.50 m |
| 2017 | Campeonato Mundial | Londres | 16.º (c.) | 5.60 m |
| 2018 | Campeonato Europeo | Berlín | -- (c.) | SM |
| 2019 | Campeonato Europeo por Equipos | Bydgoszcz | 7.º | 5.46 m |

## Palmarés nacional
En salto con pértiga:
- Campeón de España al aire libre (2017, 2018, 2019)
- Campeón de España en pista cubierta (2019)
- Campeón de España Sub-23 al aire libre (2015, 2016, 2017)
- Campeón de España Sub-20 al aire libre (2013, 2014)
- Campeón de España Sub-20 en pista cubierta (2013, 2014)
- Campeón de España Sub-18 al aire libre (2012)